# Itapeva (São Paulo)
Itapeva est une ville brésilienne de l'État de São Paulo.